# Al-Mahdi Ahmad bin Yahya
Al-Mahdī Aḥmad ibn Yaḥyā, o Aḥmad ibn Yaḥyā Ibn al-Murtaḍā (en árabe: أحمد بن يحيى المرتضى‎) (1363/1374 – 1436) fue un erudito Mu'tazili y un imán del estado de zaidino en Yemen, que mantuvo brevemente al imán en 1391-1392. Era un enciclopedista y un escritor prolífico en una serie de temas.
Aḥmad ibn Yaḥyā fue un descendiente de la 12.ª generación de Zaidī imām ad-Da'i Yusuf (d. 1012). Su nombre completo era: al-Mahdī Aḥmad ibn Yaḥyā ibn al-Murtaḍā ibn Aḥmad al-Jawad ibn al-Murtaḍā ibn al-Mufaḍḍal ibn al-Manṣūr ibn al-Mufaḍḍal ibn al-Ḥajjāj ibn Alī ibn Yaḥyā ibn al-Qāsim ibn al-Da'ī Yūsuf.
En 1391, cuando murió el anciano imán Al-Nasir Muhammad Salah al-Din, sus hijos eran todavía menores de edad. El cadí, ad-Dawwarī, se hizo cargo temporalmente de la administración de los dominios Zaidī de las tierras altas del Yemen, en su nombre. Sin embargo, el ulema Zaidi se reunió en la mezquita de Jamal ad-Dīn en San'a y nombró a Aḥmad ibn Yaḥyā imām bajo el título al-Mahdī Aḥmad. El nombramiento no fue reconocido por ad-Dawwani, que inmediatamente nombró al hijo del imán, Al-Mansur Ali bin Salah ad-Din. Al-Mahdī Aḥmad y sus seguidores se retiraron de Saná a Bayt Baws, y durante un año los dos imanes lucharon por la supremacía. En 1392, Al-Mahdī Aḥmad fue capturado por las fuerzas de Al-Manṣūr Alī y encarcelado. En 1399, ayudado por los guardias de la prisión, el ex-imán escapó para vivir en la privacidad hasta su muerte por la plaga en 1436. Aunque Al-Mahdī Aḥmad carecía de las habilidades administrativas y militares necesarias para el imán de Zaydiyyah, produjo un cuerpo sustancial de escritos sobre dogmática, lógica, poesía, gramática y leyes.
Su hermana Dahma bint Yahma también fue una erudita y poeta.

## Obras
- Kitāb al-Baḥr al-zahhār: al-jāmiʻ li-madhāhab ʻulamāʼ al-amṣār; a theological-legal encyclopedia
- Kitāb al-milal wa al-niḥal: min ajzāʼ Kitāb al-baḥr al-zakhār: al-jāmiʻ li-madhāhab ʻulamāʼ al-amṣār [4]
- Ṭabaqāt al-Mu’tazilah [5][6]
- Bāb dhikr al-Muʻtazilah: min Kitāb al-Munyah wa-al-amal fī sharḥ kitāb al-Milal wa-al-niḥal [7]
- Al-Mutazilah: being an extract from the Kitābu-l milal wa-n-niḥal [8][9]
- Al-Kāshif li-dhawī al-ʻuqūl ʻan wujūh maʻānī al-kāfil bi-nayl al-suʼūl [10]
- Kitāb al-Munya wa-'l-amal fī sharḥ al-milāl wa-'n-niḥal [11]
- ʻUyūn al-Azhār fī fiqh al-aʼimmah al-aṭhār [12][13]